# دیک برگ
دیک برگ (انگلیسی: Dick Berg؛ ۱۶ فوریه ۱۹۲۲ – ۱ سپتامبر ۲۰۰۹) یک فیلم‌نامه‌نویس، و تهیه‌کننده فیلم و تلویزیون اهل ایالات متحده آمریکا بود. وی بیشتر بواسطه مینی-سری‌های فضا و نیز  والنبرگ: داستان یک قهرمان  در سال ۱۹۸۵ میلادی، شناخته شده است. مینی-سری (به انگلیسی: mini-series) برنامه تلویزیونی است که داستان مشخصی را در تعداد اپیزود محدودی ارائه می‌دهد.
برگ در نیویورک سیتی متولد و بزرگ شدهٔ نیو راشل، نیویورک است. پس از فارغ‌التحصیلی از دانشگاه لی‌های در سال ۱۹۴۲، برگ به به دنبال یافتن شغلی در زمینهٔ بازیگری یا تهیهٔ فیلم، به هالیوود رفت و در نهایت در رپابلیک پیکچرز مشغول به کار شد. برگ در ۱ سپتامبر سال ۲۰۰۹ بر اثر سقوط از بام خانه‌اش در لس آنجلس درگذشت. در آن هنگام او ۸۷ ساله بود.